# 7450 Shilling
7450 Shilling là một tiểu hành tinh vành đai chính được phát hiện bởi G. A. Plyugin và Yu. A. Belyaev ở Cerro El Roble ngày 24 tháng 7 năm 1968.